# 泰利·史高斯
泰利·史高斯（Tales Schutz，1981年8月22日—），簡稱T·史高斯，生於巴西阿雷格里港，巴西足球運動員，擁有德國血統，司職前鋒，曾奪得香港甲組足球聯賽神射手。

## 球員生涯
史高斯出身於巴西甲組足球聯賽老牌球會保地花高，曾被先後外借至帕拉尼恩斯、阿斯杜德、尼坦耶馬卡比、艾卡迪奧斯。其後先後效力過夏諾特、喬治羅尼亞、青年人、甘美奧體育會等多支球隊。
2006年，史高斯被巴西甲組足球聯賽球隊甘美奧體育會借用給香港甲組足球聯賽球隊南華，表現出色以 17 個聯賽入球，成為2006–07年度香港甲組足球聯賽神射手。
2007年夏天，因甘美奧體育會與南華未能就借用費達成協議，史高斯離隊轉投葡萄牙超級聯賽升班馬歷索斯，不過上陣機會不多。
到了2008年1月，冬季轉會市場期間，史高斯以超過一百萬港元破香港轉會費紀錄的價格，正式轉會南華，並簽下四年合約，惟入球數字大不如前。
2008–09年球季結束後，大部分南華外援球員離隊，史高斯是唯一留隊的球員。
2011年初，史高斯返回巴西治療傷勢。2011年夏天，史高斯與南華約滿後未獲續約，轉投阿塞拜疆球會阿沙爾。
2012年，史高斯再轉投另一支阿塞拜疆球會國際巴庫。
2013年9月，香港甲組足球聯賽球會流浪宣布羅致T史高斯。
2014年4月20日，流浪憑史高斯在82分鐘近門窩利射入致勝一球以2–1擊敗晨曦。2014年5月9日，流浪與史高斯解約。

## 個人榮譽
南華
- 香港甲組足球聯賽冠軍（2006–07、2007–08、2008–09、2009–10季度）
- 香港聯賽盃冠軍（2007–08季度）
- 香港高級組銀牌冠軍（2006–07、2009–10季度）
- 香港足總盃冠軍（2006–07、2007–08季度）

個人
- 香港足球明星選舉最佳11人 兩次（2008-09、2009-10季度）
- 香港甲組足球聯賽神射手 一次（2006-07季度）
- 香港高級組銀牌神射手 一次（2006-07季度）
- 香港足總盃神射手 一次（2006-07季度）

## 外部連結
- 泰利·史高斯 （页面存档备份，存于） (90minut.pl)